# غريس بارك
غريس بارك (بالإنجليزية: Grace Park)‏ (و. 1974 – م) هي ممثلة، وعارضة، وممثلة تلفزيونية، من الولايات المتحدة الأمريكية، ولدت في لوس أنجلوس. مثلت دور شارون في مسلسل باتلستار غالاكتيكا، وثم مثلت دور شانون في مسلسل إيدجمونت من سنة 2001 إلى سنة 2005. ثم مثلت دور الشرطية كولو كالاكوا في مسلسل هاواي فايف أو من سنة 2010 وحتى سنة 2017. وحالياً تمثل دور كاثرين كيم في مسلسل مليون شيء صغير.

## النشأة
ولدت بارك في لوس أنجلوس لعائلة كورية الأصل. في عمر السنتين هاجرت مع عائلتها إلى كندا ونشأت في مدينة فانكوفر. تلقت تعليمها في مدرسة ماجي الثانوية. وثم أكملت دراستها باختصاص علم النفس في سنة 1992 من جامعة كولومبيا البريطانية.

## المهنة
في عمر 25 بدأت بتمثيل دور شانون نغ في مسلسل إيدجمونت. وثم مثلت في المسلسل القصير باتلستار غالاكتيكا في سنة 2003. في سنة 2007 مثلت في فيلم ويست 32. وفي نفس أدت صوت الضابطة ساندرا تيلفاير في لعبة كوماند أند كونكر 3: تيبيريم وارز. في سنة 2010 مثلت دور إيفا كان في مسلسل غاية انسان. ومن 2011 حتى 2017 مثلت في مسلسل هاواي فايف أو.

## الحياة الشخصية
في سنة 2004 تزوجت من مطور العقارات فيل كيم. وفي سنة 2013 أنجبت منه ابنها الوحيد.

## التعليم
تعلمت في Magee Secondary School ‏، وجامعة كولومبيا البريطانية، في تخصص علم النفس.

## وصلات خارجية
- غريس بارك على موقع IMDb (الإنجليزية)
- غريس بارك على موقع روتن توميتوز (الإنجليزية)
- غريس بارك على موقع ألو سيني (الفرنسية)
- غريس بارك على موقع أول موفي (الإنجليزية)
- غريس بارك على موقع قاعدة بيانات الأفلام السويدية (السويدية)
- غريس بارك على موقع إن إن دي بي (الإنجليزية)
- غريس بارك على موقع قاعدة بيانات الفيلم (الإنجليزية)
- غريس بارك على موقع كينوبويسك (الروسية)